# Raminta Šerkšnytė
Raminta Šerkšnytė (née en 1975) est une compositrice et pianiste lituanienne.

## Biographie
Elle a étudié le piano avec Rymantė Šerkšnytė, la théorie musicale et la composition au conservatoire J. Naujalis de Kaunas entre 1982 et 1994, puis la composition à l'Académie lituanienne de musique avec Osvaldas Balakauskas. En 1995, Misterioso pour deux flûtes et contrebasse a été distingué par le premier prix au Concours de composition Juozas Gruodis ; la compositrice a depuis reçu deux fois le prix de la meilleure partition de chambre de l'Union des compositeurs lituaniens (Oriental Elegy, 2003; Almond Blossom, 2006). Vortex, créé et enregistré avec Irvine Arditti en soliste, a été sélectionné pour la catégorie générale de la Tribune internationale des compositeurs (Vienne, 2004) et pour la finale du prix Gaudeamus. Des œuvres de Raminta Šerkšnytė ont également été interprétées par Les Percussions de Strasbourg, l'ensemble Kroumata (Suède), l'ensemble Asko (Pays-Bas), l'orchestre symphonique de Stavanger (Norvège), Kremerata Baltica, l'orchestre symphonique de la radio bavaroise sous la direction de Mariss Jansons, l'orchestre symphonique national de Lituanie, entre autres.

## Composition

### Style
Très coloré et expressif, le langage de Raminta Šerkšnytė peut être qualifié rapidement de néo-romantique mais use d'une palette technique bien plus large, allant du jazz au minimalisme et à l'avant-garde. Fortement attaché à la rigueur formelle, il admet une influence croissante de l'Extrême-Orient et se défie de tout effet sonore gratuit. Raminta Šerkšnytė elle-même décrit chaque composition comme l'exacerbation d'un certain état d'esprit dont l'incarnation sonore est étroitement tributaire de la maîtrise technique de son auteur.

### De Profundis
De Profundis est la première composition majeure de Raminta Šerkšnytė. Pour la critique, ce travail de jeunesse, l'œuvre est composée en 1998, propose des idées rythmiques ou harmoniques ambitieuses mais ne parvient à maintenir une cohérence esthétique sur l'ensemble de la pièce.

### Fires
En 2010, la nouvelle pièce de Raminta Šerkšnytė —  Fires — est présentée au public. Issue d'une commande de Mariss Jansons et de l'Orchestre symphonique de la radio-diffusion bavaroise, l'œuvre est programmée avec la cinquième symphonie de Beethoven dans le cycle artistique de l'institution. Structurée en deux mouvements et durant environ 15 minutes, la pièce s'inscrit dans le style et la forme musicale typique de Raminta Šerkšnytė, donnant une place centrale à la nature et à ses éléments dans l'imaginaire de la composition.

## Œuvres (sélection)
- Aurei Regina Caeli, pour chœur a cappella, 1996
- De Profundis, pour orchestre à cordes, 1998
- Iceberg, symphonie, 2000
- Adieu, pour saxophone soprano ou hautbois solo, 2002
- Idée fixe, pour six percussionnistes, 2002
- Oriental Elegy, pour quatuor à cordes, 2002-03
- Vortex, pour violon et orchestre, 2004
- Mountains in the Mist, pour orchestre, 2005
- Almond Blossom, pour ensemble instrumental, 2006
- Songs of Sunset and Dawn sur des textes de Rabindranath Tagore (trad. Vytautas Nistelis et Alfonsas Tyruolis), 2007
- Glow, pour orchestre, 2008
- Midsummer Song, pour orchestre à cordes et percussions ad libitum, 2009
- Fires, pour orchestre, 2010